# بنية سياسية
البنى السياسية هو مصطلح شائع الاستخدام في العلوم السياسية. وبشكل عام، فهو يشير إلى المؤسسات أو حتى المجموعات وعلاقاتها مع بعضها البعض، وأنماط تفاعلها داخل الأنظمة السياسية وإلى التنظيمات السياسية والقوانين والأعراف الموجودة في الأنظمة السياسية بطريقة تشكل المشهد السياسي و الكيان السياسي. وفي المجال الاجتماعي، نظيره هو البنية الاجتماعية. تشير البنى السياسية أيضًا إلى الطريقة التي تدار بها الحكومة.